# Желобки (Тернопольская область)
Желобки (укр. Жолобки) — село в Шумской городской общине Кременецкого района Тернопольской области Украины.
До 2020 года входило в Шумский район.
Население по переписи 2001 года составляло 486 человек. Почтовый индекс — 47125. Телефонный код — 3558.